# 四念処
四念処（しねんじょ、巴: cattāro satipaṭṭhānā, チャッターロー・サティパッターナー）とは、仏教における悟りのための4種の観想法の総称。四念処観（しねんじょかん）、四念住（しねんじゅう）とも言う。三十七道品の中の1つ。
学術的な仏教研究によれば、釈迦の死後に編まれた最古層経典、古層経典、新層経典のうち、四念処は最も新しい新層経典が初出であることが判明している。つまり釈迦自身は四念処を説かなかった可能性がある（仏教#釈迦の修行法）。
仏教信者の主張によれば、四念処は、釈迦の初期仏教の時代から、悟りに至るための最も中心的かつ最重要な観想法であり、仏教の主な瞑想である止観の内、観（ヴィパッサナー）の中核を成す観想法である。四念処によって五蓋を捨断すると、釈迦は説いたとされる。
上座部仏教の理論によると、釈迦の涅槃後の5000年以内に、四念処の修行によって、真理を悟り、預流果と阿羅漢に至る。且つ、四念処の修行は悟りになる唯一の方法である。四念処に関する本を読むこと、例えば、マハシ・サヤドーまたはアジャン・チャーによって編纂された著作を読むと四念処の正しい修行方法が把握できると考えられる。

## 内容
Imesaṃ kho bhikkhave pañcannaṃ orambhāgiyānaṃ saññojanānaṃ pahānāya cattāro satipaṭṭhānā bhāvetabbā. Katame cattāro:

Idha bhikkhave bhikkhu kāye kāyānupassī viharati ātāpī sampajāno satimā vineyya loke abhijjhādomanassaṃ.

Vedanāsu vedanānupassī viharati ātāpī sampajāno satimā vineyya loke abhijjhādomanassaṃ.

Citte cittānupassī viharati ātāpī sampajāno satimā vineyya loke abhijjhādomanassaṃ.

Dhammesu dhammānupassī viharati ātāpī sampajāno satimā vineyya loke abhijjhādomanassaṃ.

Imesaṃ kho bhikkhave pañcannaṃ orambhāgiyānaṃ saññojanānaṃ pahānāya ime cattāro satipaṭṭhānā bhāvetabbāti.

比丘たちよ、これら五蓋の捨断のため、四念処を修習するべきである。いかなる四か。

比丘たちよ、とある比丘が、身(kāye)について身を観ずる者となり、念、正知をそなえて世間(loka)における貪(abhijjhā)と憂(domanassaṃ)を除く。

受(Vedanā)について受を観ずる者となり、念、正知をそなえて...(以下同文)。

心(citta)について身体を観ずる者となり、念、正知をそなえて...(以下同文)。

法(dhamma)について法を観ずる者となり、念、正知をそなえて...(以下同文)。

比丘たちよ、五蓋を捨断するため、このように四念処を修習するべきである。
—パーリ仏典,  増支部九集, 念処経, Sri Lanka Tripitaka Project
四念処の内容は、身念処、受念処、心念処、法念処である。
説一切有部アビダルマにおいては、これを無常、苦、空、無我の四顛倒や、不浄、苦、無常、無我の四行相によって見ようとしている。
- 身念処（身念住） - 身体が不浄に満ちていることを観ずる（不浄観）[4][5]
- 受念処（受念住） - 一切の受は苦であると観ずる（一切皆苦）
- 心念処（心念住） - 心(citta)の無常を観ずる（諸行無常）
- 法念処（法念住） - 諸法の無我を観ずる（諸法無我）

## 仏典の記述
パーリ語経典においては、『大般涅槃経』等で繰り返し言及される他、以下でも、詳しく説かれている。
- 『大念処経』（大念住経、長部第22経）[5]
- 『念処経』（四念処経、中部第10経）[5]

比丘たちよ、では、比丘は、どのように気づいて（sati）いるのか？

比丘はいま、身（kāye）について、身を観つづけ、正知をそなえ、気づき（sati）をそなえ、世間(loka)における貪欲と憂いを除いて住む。

受（vedanā）について、受を観つづけ、正知をそなえ...(以下同文)

心(citta)について、心を観つづけ、正知をそなえ...(以下同文)

法(dhamma)について、法を観つづけ、正知をそなえ...(以下同文)

比丘たちよ、比丘はじつにそのようして、正念のものとなる。
—パーリ仏典, 長部 22.大念処経, Sri Lanka Tripitaka Project